# Susan Leo
Pour les articles homonymes, voir Léo.
Susan Leo (née le 10 avril 1962) est une joueuse de tennis australienne, professionnelle de la fin des années 1970 au début des années 1990.
Elle a remporté un titre WTA en simple dames et cinq en double dames dont trois avec la Canadienne Marjorie Blackwood.

## Palmarès

### Titres en simple dames
| No | Date       | Nom et lieu du tournoi               | Catégorie | Dotation | Surface         | Finaliste    | Score         |          |
| -- | ---------- | ------------------------------------ | --------- | -------- | --------------- | ------------ | ------------- | -------- |
| 1  | 06-12-1976 | Queensland State Open, Brisbane      |           | NC       | Gazon (ext.)    | Donna Kelly  | 7-5, 7-6      |          |
| 2  | 07-01-1980 | Western Australian Open, Perth       | non-tour  | NC       | Gazon (ext.)    | Jenny Dimond | 6-1, 0-6, 6-1 |          |
| 3  | 16-02-1981 | Avon Futures of Nashville, Nashville | Futures   | 30 000 $ | Moquette (int.) | Kim Sands    | 7-6, 6-3      | Parcours |

### Finale en simple dames
Aucune

### Titres en double dames
| No | Date       | Nom et lieu du tournoi                          | Catégorie | Dotation | Surface         | Partenaire         | Finalistes                      | Score         |          |
| -- | ---------- | ----------------------------------------------- | --------- | -------- | --------------- | ------------------ | ------------------------------- | ------------- | -------- |
| 1  | 18-02-1980 | Avon Futures of Roanoke Roanoke                 | Futures   | 7 500 $  | Moquette (int.) | Rita Agassi        | Betsy Blaney Mariëtte Pakker    | 6-3, 7-5      | Parcours |
| 2  | 12-01-1981 | Avon Futures of Toronto Toronto                 | Futures   | 30 000 $ | Dur (int.)      | Marjorie Blackwood | Claudia Kohde-Kilsch Eva Pfaff  | 5-7, 7-6, 7-6 | Parcours |
| 3  | 04-01-1982 | Avon Futures of Fort Myers Fort Myers           | Futures   | 40 000 $ | Dur (int.)      | Marjorie Blackwood | Pat Medrado Cláudia Monteiro    | 2-6, 6-1, 6-2 | Parcours |
| 4  | 18-01-1982 | Avon Futures of Canada Montréal                 | Futures   | 40 000 $ | Dur (int.)      | Marjorie Blackwood | Diane Desfor Barbara Jordan     | 6-2, 6-4      | Parcours |
| 5  | 25-01-1982 | Avon Futures of Western Pennsylvania Pittsburgh | Futures   | 40 000 $ | Moquette (int.) | Marjorie Blackwood | Brenda Remilton Sue Saliba      | 6-0, 6-3      | Parcours |
| 6  | 01-03-1982 | Avon Futures of Central Pennsylvania Hershey    | Futures   | 40 000 $ | Dur (int.)      | Anne Hobbs         | Barbara Hallquist Nancy Yeargin | 6-2, 6-0      | Parcours |

### Finales en double dames
| No | Date       | Nom et lieu du tournoi                    | Catégorie | Dotation | Surface         | Vainqueures                           | Partenaire         | Score         |          |
| -- | ---------- | ----------------------------------------- | --------- | -------- | --------------- | ------------------------------------- | ------------------ | ------------- | -------- |
| 1  | 16-02-1981 | Avon Futures of Nashville Nashville       | Futures   | 30 000 $ | Moquette (int.) | Marcella Mesker Christiane Jolissaint | Marjorie Blackwood | 6-3, 6-3      | Parcours |
| 2  | 02-11-1981 | Seiko Classic Hong Kong                   |           | 50 000 $ | Terre (ext.)    | Ann Kiyomura Sharon Walsh             | Anne Hobbs         | 6-3, 6-4      | Parcours |
| 3  | 21-02-1983 | Ginny of Ridgewood Ridgewood              |           | 50 000 $ | Moquette (int.) | Beverly Mould Elizabeth Sayers        | Rosalyn Fairbank   | 7-6, 4-6, 7-5 | Parcours |
| 4  | 22-04-1985 | Virginia Slims of San Diego San Diego     |           | 75 000 $ | Dur (ext.)      | Candy Reynolds Wendy Turnbull         | Rosalyn Fairbank   | 6-4, 6-0      | Parcours |
| 5  | 06-10-1986 | Taipei International Championships Taïwan |           | 50 000 $ | Moquette (int.) | Lea Antonoplis Barbara Gerken         | Gigi Fernández     | 6-1, 6-2      | Parcours |

## Parcours en Grand Chelem

### En simple dames
| Année | Open d'Australie (janvier) | Open d'Australie (janvier) | Internationaux de France | Internationaux de France | Wimbledon       | Wimbledon        | US Open         | US Open          | Open d'Australie (décembre) | Open d'Australie (décembre) |
| ----- | -------------------------- | -------------------------- | ------------------------ | ------------------------ | --------------- | ---------------- | --------------- | ---------------- | --------------------------- | --------------------------- |
| 1977  | -                          | -                          | -                        | -                        | -               | -                | -               | -                | 1er tour (1/32)             | Mona Guerrant               |
| 1979  | n/a                        | n/a                        | -                        | -                        | -               | -                | -               | -                | 1er tour (1/32)             | Sue Saliba                  |
| 1980  | n/a                        | n/a                        | -                        | -                        | -               | -                | 3e tour (1/16)  | Dianne Fromholtz | 2e tour (1/16)              | Greer Stevens               |
| 1981  | n/a                        | n/a                        | -                        | -                        | 3e tour (1/16)  | Tracy Austin     | 1er tour (1/64) | Duk-Hee Lee      | 2e tour (1/16)              | Tracy Austin                |
| 1982  | n/a                        | n/a                        | 2e tour (1/32)           | Anne Smith               | 2e tour (1/32)  | Anne Smith       | 1er tour (1/64) | Hana Mandlíková  | 1er tour (1/32)             | Candy Reynolds              |
| 1983  | n/a                        | n/a                        | 1er tour (1/64)          | C. Jolissaint            | 3e tour (1/16)  | Andrea Jaeger    | 1er tour (1/64) | Petra Delhees    | 1er tour (1/32)             | Virginia Wade               |
| 1984  | n/a                        | n/a                        | 1er tour (1/64)          | M. Calleja               | 3e tour (1/16)  | Andrea Temesvári | 1er tour (1/64) | Rosie Casals     | -                           | -                           |
| 1985  | n/a                        | n/a                        | -                        | -                        | 1er tour (1/64) | Melissa Gurney   | -               | -                | 1er tour (1/32)             | Wendy Turnbull              |
| 1986  | n/a                        | n/a                        | -                        | -                        | -               | -                | 1er tour (1/64) | Katerina Maleeva | n/a                         | n/a                         |

À droite du résultat, l’ultime adversaire.

### En double dames
| Année | Open d'Australie (janvier) | Open d'Australie (janvier) | Internationaux de France    | Internationaux de France   | Wimbledon                    | Wimbledon                  | US Open                      | US Open                    | Open d'Australie (décembre)   | Open d'Australie (décembre) |
| ----- | -------------------------- | -------------------------- | --------------------------- | -------------------------- | ---------------------------- | -------------------------- | ---------------------------- | -------------------------- | ----------------------------- | --------------------------- |
| 1977  | -                          | -                          | -                           | -                          | -                            | -                          | -                            | -                          | 1er tour (1/8) Cathy Drury    | Mona Guerrant Kerry Reid    |
| 1979  | n/a                        | n/a                        | -                           | -                          | -                            | -                          | -                            | -                          | 1er tour (1/8) Linda Cassell  | L. Harrison M. Mesker       |
| 1980  | n/a                        | n/a                        | -                           | -                          | -                            | -                          | 1er tour (1/32) Keryn Pratt  | Leslie Allen D. Morrison   | 2e tour (1/8) Amanda Tobin    | Linda Cassell E. Sayers     |
| 1981  | n/a                        | n/a                        | -                           | -                          | 1/4 de finale M. Blackwood   | R. Fairbank Tanya Harford  | 1er tour (1/32) M. Blackwood | F. Hutnick R. Richards     | 1er tour (1/16) M. Blackwood  | Navrátilová Pam Shriver     |
| 1982  | n/a                        | n/a                        | 1er tour (1/32) B. Jordan   | J. Mundel S. Rollinson     | 1/4 de finale M. Blackwood   | Bettina Bunge Kohde-Kilsch | 2e tour (1/16) Pam Whytcross | Jill Davis H. Ludloff      | 2e tour (1/8) C. Monteiro     | A. M. Fernández Beth Norton |
| 1983  | n/a                        | n/a                        | 1er tour (1/32) S. Simmonds | Debbie Jevans Amanda Tobin | 2e tour (1/16) S. Simmonds   | Kohde-Kilsch Eva Pfaff     | 2e tour (1/16) C. Monteiro   | A. Moulton Paula Smith     | 1er tour (1/16) M. Mesker     | N. Gregory B. Randall       |
| 1984  | n/a                        | n/a                        | 2e tour (1/16) I. Kuczyńska | Hetherington H. Pelletier  | 1er tour (1/32) I. Kuczyńska | Rene Blount J. Newberry    | 2e tour (1/16) G. Fernández  | Anne Hobbs W. Turnbull     | -                             | -                           |
| 1985  | n/a                        | n/a                        | -                           | -                          | 2e tour (1/16) Henricksson   | Kohde-Kilsch Helena Suková | -                            | -                          | 1er tour (1/16) Pam Whytcross | B. Potter Sharon Walsh      |
| 1986  | n/a                        | n/a                        | -                           | -                          | -                            | -                          | 1er tour (1/32) R. Bryant    | Leslie Allen Jenny Byrne   | n/a                           | n/a                         |
| 1987  | -                          | -                          | -                           | -                          | 1er tour (1/32) Lisa O'Neill | Penny Barg Laura Arraya    | 1er tour (1/32) D. Hansel    | Bettina Bunge Laura Arraya | n/a                           | n/a                         |

Sous le résultat, la partenaire ; à droite, l’ultime équipe adverse.

### En double mixte
| Année | Open d'Australie (janvier), | Open d'Australie (janvier), | Internationaux de France | Internationaux de France | Wimbledon                  | Wimbledon                 | US Open                  | US Open                | Open d'Australie (décembre), | Open d'Australie (décembre), |
| ----- | --------------------------- | --------------------------- | ------------------------ | ------------------------ | -------------------------- | ------------------------- | ------------------------ | ---------------------- | ---------------------------- | ---------------------------- |
| 1978  | n/a                         | n/a                         | -                        | -                        | -                          | -                         | 2e tour (1/16) Phil Dent | R. Richards John Lucas | n/a                          | n/a                          |
| 1980  | n/a                         | n/a                         | -                        | -                        | 2e tour (1/16) Ray Ruffels | D. Fromholtz M. Edmondson | -                        | -                      | n/a                          | n/a                          |
| 1982  | n/a                         | n/a                         | -                        | -                        | 1er tour (1/32) T. Fancutt | Betty Stöve Frew McMillan | -                        | -                      | n/a                          | n/a                          |

Sous le résultat, le partenaire ; à droite, l’ultime équipe adverse.

## Parcours en Coupe de la Fédération
| #                                                                             | Date       | Lieu        | Surface      | Gagnante(s)                | Perdante(s)                         | Score         |          |
|                                                                               |            |             |              |                            |                                     |               |          |
| 1980 - 2e tour (groupe mondial) - Indonésie - Australie - 0 : 3               |            |             |              |                            |                                     |               |          |
| 1                                                                             | 19/05/1980 | Berlin      | Terre (ext.) | Dianne Fromholtz Susan Leo | Lita Sugiarto Yolanda Sumarno       | 6-2, 6-2      | Parcours |
|                                                                               |            |             |              |                            |                                     |               |          |
| 1980 - Finale (groupe mondial) - États-Unis - Australie - 3 : 0               |            |             |              |                            |                                     |               |          |
| 2                                                                             | 19/05/1980 | Berlin      | Terre (ext.) | Rosie Casals Kathy Jordan  | Dianne Fromholtz Susan Leo          | 2-6, 6-4, 6-4 | Parcours |
|                                                                               |            |             |              |                            |                                     |               |          |
| 1981 - 1er tour (groupe mondial) - Philippines - Australie - 0 : 3            |            |             |              |                            |                                     |               |          |
| 3                                                                             | 09/11/1981 | Tokyo       | Terre (ext.) | Susan Leo                  | Marisa Sanchez                      | 6-0, 6-0      | Parcours |
|                                                                               |            |             |              |                            |                                     |               |          |
| 1981 - 2e tour (groupe mondial) - Chine - Australie - 0 : 3                   |            |             |              |                            |                                     |               |          |
| 4                                                                             | 09/11/1981 | Tokyo       | Terre (ext.) | Susan Leo Wendy Turnbull   | Li Xin-Yi Hu Na                     | 6-2, 6-1      | Parcours |
|                                                                               |            |             |              |                            |                                     |               |          |
| 1981 - 1/4 de finale (groupe mondial) - Pays-Bas - Australie - 0 : 3          |            |             |              |                            |                                     |               |          |
| 5                                                                             | 09/11/1981 | Tokyo       | Terre (ext.) | Susan Leo Wendy Turnbull   | Marcella Mesker Van der Torre       | 6-4, 6-3      | Parcours |
|                                                                               |            |             |              |                            |                                     |               |          |
| 1981 - 1/2 finale (groupe mondial) - Australie - Grande-Bretagne - 1 : 2      |            |             |              |                            |                                     |               |          |
| 6                                                                             | 09/11/1981 | Tokyo       | Terre (ext.) | Sue Barker Virginia Wade   | Susan Leo Wendy Turnbull            | 7-6, 6-3      | Parcours |
|                                                                               |            |             |              |                            |                                     |               |          |
| 1982 - 1er tour (groupe mondial) - Corée du Sud - Australie - 0 : 3           |            |             |              |                            |                                     |               |          |
| 7                                                                             | 19/07/1982 | Santa Clara | Dur (ext.)   | Susan Leo                  | Seol Min-kyung                      | 6-3, 7-6      | Parcours |
| 7                                                                             | 19/07/1982 | Santa Clara | Dur (ext.)   | Susan Leo Wendy Turnbull   | Kim Soo-ok Shin Soon-ho             | 6-3, 6-3      | Parcours |
|                                                                               |            |             |              |                            |                                     |               |          |
| 1982 - 2e tour (groupe mondial) - Pays-Bas - Australie - 0 : 3                |            |             |              |                            |                                     |               |          |
| 8                                                                             | 19/07/1982 | Santa Clara | Dur (ext.)   | Susan Leo Wendy Turnbull   | Marcella Mesker Betty Stöve         | 6-4, 6-3      | Parcours |
|                                                                               |            |             |              |                            |                                     |               |          |
| 1982 - 1/4 de finale (groupe mondial) - URSS - Australie - 0 : 3              |            |             |              |                            |                                     |               |          |
| 9                                                                             | 19/07/1982 | Santa Clara | Dur (ext.)   | Evonne Goolagong Susan Leo | Svetlana Cherneva Elena Eliseenko   | 7-5, 6-4      | Parcours |
|                                                                               |            |             |              |                            |                                     |               |          |
| 1982 - 1/2 finale (groupe mondial) - Allemagne de l'Ouest - Australie - 3 : 0 |            |             |              |                            |                                     |               |          |
| 10                                                                            | 19/07/1982 | Santa Clara | Dur (ext.)   | Bettina Bunge Eva Pfaff    | Susan Leo Wendy Turnbull            | 6-4, 0-6, 6-4 | Parcours |
|                                                                               |            |             |              |                            |                                     |               |          |
| 1983 - 1er tour (groupe mondial) - URSS - Australie - 0 : 3                   |            |             |              |                            |                                     |               |          |
| 11                                                                            | 18/07/1983 | Zurich      | Terre (ext.) | Dianne Balestrat Susan Leo | Svetlana Cherneva Larisa Savchenko  | 7-5, 6-3      | Parcours |
|                                                                               |            |             |              |                            |                                     |               |          |
| 1983 - 2e tour (groupe mondial) - Mexique - Australie - 0 : 3                 |            |             |              |                            |                                     |               |          |
| 12                                                                            | 18/07/1983 | Zurich      | Terre (ext.) | Dianne Balestrat Susan Leo | Claudia Hernandez Alejandra Vallejo | 6-3, 6-0      | Parcours |
|                                                                               |            |             |              |                            |                                     |               |          |
| 1983 - 1/4 de finale (groupe mondial) - Suisse - Australie - 2 : 1            |            |             |              |                            |                                     |               |          |
| 13                                                                            | 18/07/1983 | Zurich      | Terre (ext.) | Dianne Balestrat Susan Leo | Petra Delhees C. Jolissaint         | 6-1, 7-6      | Parcours |

## Classements WTA

### Classements en simple en fin de saison
| Année | 1986 | 1987 | 1988 |
| Rang  | 143  | 200  | 442  |

Source : (en) « Classements de Susan Leo », sur le site officiel du WTA Tour